# Vassunda
Vassunda is een plaats in de gemeente Knivsta in het landschap Uppland en de provincie Uppsala län in Zweden. De plaats heeft 150 inwoners (2005) en een oppervlakte van 21 hectare. In de plaats ligt de kerk Vassunda kyrka waarvan de oudste delen stammen uit de 13de eeuw.